# Polyommatus apicata
Polyommatus apicata är en fjärilsart som beskrevs av Tutt 1910. Polyommatus apicata ingår i släktet Polyommatus och familjen juvelvingar. Inga underarter finns listade i Catalogue of Life.